# 孙简 (1972年)
孙简，男，中共黨員、中共政治人物，江苏无锡人丶现任吉林省人民政府副省長。

## 生平
曾經在國企系統任職，歷任通用技术集团战略和发展总部副总经理、通化市委书记、吉林省副省長、吉林省工业和信息化厅厅长